# Års
Års (danska: Aars) är en tätort i Region Nordjylland i Danmark. Tätorten har 8 671 invånare (2024). Den är centralort i Vesthimmerlands kommun och ligger på Jylland, cirka 36,5 kilometer sydväst om Ålborg. Års var centralort i Års kommun fram till kommunreformen 2007.
Års var platsen för The Party, ett tidigare årligt demoparty.